# Taphrolesbia griseiventris
O cometa-de-barriga-cinzenta o colibri-cometa-cinzento (Taphrolesbia griseiventris) é uma espécie de beija-flor da família Trochilidae. É a única espécie do gênero Taphrolesbia.
Apenas pode ser encontrada no Peru.
Os seus habitats naturais são: matagal tropical ou subtropical de alta altitude e jardins rurais.
Está ameaçada por perda de habitat.